# Huns and Hyphens
Huns and Hyphens è un cortometraggio muto del 1918, diretto da Larry Semon con Larry Semon e Stan Laurel. 
Rappresenta il quinto film girato dall'attore Stan Laurel dopo il cortometraggio Phoney Photos girato sempre nel 1918.
Il cortometraggio fu distribuito il 23 settembre.

## Trama
Ridolini è un cameriere che finge di essere una persona ricca per fidanzarsi con una ragazza, anch'ella ricca. Dopo un incontro con lei torna al suo lavoro in un locale, nel quale si vede, nelle vesti di prestigioso cliente, Stan Laurel. La ragazza ed il suo padrino vengono invitati in un prestigioso ballo proprio dove lavora Ridolini. Visto il ragazzo nelle vesti di cameriere, la ragazza rimane indignata ed il capo del locale la invita ad andare in una stanza attigua per attendere l'inizio del ballo, per il quale sono molto in anticipo. Qui vengono assaliti da tutto il personale del locale (meno Ridolini) e parte dei clienti (fra cui Stan), che compongono una banda di ladri che bramavano una carta posseduta dal padrino della ragazza. Ne seguono molte movimentate scene nelle quali Ridolini e la banda si contendono la carta, che passa continuamente di mano in mano. Alla fine Ridolini riesce a consegnare la carta al padrino della ragazza, dopo che la banda non era più in grado di reagire a causa dei colpi ricevuti.